# رشته‌کوه راچا
رشته‌کوه راچا (گرجی: რაჭის ქედი) یک رشته‌کوه در کشور گرجستان در بخش جنوبی رشته‌کوه قفقاز است.
این رشته‌کوه بیشتر توسط جنگل‌های پهن‌برگ و جنگل‌های راش پوشیده شده است. بلندترین ترین بخش آن دارای مناظر کوهستانی و نیمه آلپی است.